# Grup d'Estudi de Llengües Amenaçades
El Grup d'Estudi de Llengües Amenaçades (GELA) és un grup de recerca dependent de la Universitat de Barcelona que té per objectiu de promoure la recerca en llengües amenaçades i donar a conèixer la diversitat lingüística i el seu valor. Es va crear el 1992 i la investigadora principal i directora en fou la lingüista Carme Junyent.
El GELA ha organitzat nombroses activitats en tres àmbits fonamentals: la recerca, l'educació i la dinamització cultural. També ha publicat llibres i materials didàctics, ha organitzat exposicions, ha creat jocs i activitats, com també ha col·laborat amb altres organismes i entitats en activitats relacionades amb els seus objectius. Promou tesis sobre llengües amenaçades i va organitzar el VII Congrés de Lingüística General que va tenir lloc a la Universitat de Barcelona. En l'àmbit català, inventaria les llengües parlades a Catalunya des de fa anys.
El 2010 va instituir el premi Pau Ginés per "impulsar treballs de recerca de batxillerat sobre les llengües parlades a Catalunya". Anualment, convoca diversos premis amb la Xarxa Vives d'Universitats i Òmnium Cultural.